# Reading (Ohio)
Reading è una città degli Stati Uniti d'America, situata nello Stato dell'Ohio, nella contea di Hamilton. La città fa parte dell'area metropolitana di Cincinnati.